# Bølgemænd
Bølgemænd (tysk Wogemänner) var en røverbande på halvøen Ejdersted i Nordfrisland i middelalderen. Røverne var overlevende fra friserbyen Rungholt, som sank i havet efter den store manddrukning (en stormflod) i 1362. De plyndrede hele halvøen og boede på Bølgemandsborg (tysk Wogemannsburg) i Vesterhever.
Af byggematerialerne fra borgen byggede man kirken og præstegården i Vesterhever.